# Heilig Hartbeeld (Belfeld)
Het Heilig Hartbeeld is een standbeeld in de Nederlandse plaats Belfeld, onder Venlo, in de provincie Limburg.

## Achtergrond
Het Heilig Hartbeeld werd opgericht in opdracht van oud-gemobiliseerden die de inval van de Duitsers op 10 mei 1940 hadden overleefd. Het Nationaal Comité 4 en 5 mei vermeldt de 15-jarige Hub Hendriks als ontwerper en "dhr. Sprenkel" als uitvoerder. Volgens Egelie (2004) is Victor Sprenkels de ontwerper en voerde Hendriks het werk uit bij Russel Tiglia in Tegelen. Het monument werd in 1943 aan de weg naar de Urbanuskerk geplaatst. De kerk ging door oorlogshandelingen aan het eind van de Tweede Wereldoorlog verloren. Het beeld werd herplaatst aan de hoek Kerkstraat / Industriestraat en staat tegenwoordig op de begraafplaats.

## Beschrijving
Het beeld toont een staande Christusfiguur in gedrapeerd gewaad. Hij houdt zijn rechterhand zegenend geheven en wijst met zijn linkerhand naar het Heilig Hart op zijn borst. Het beeld staat op een gemetselde bakstenen voetstuk, daarop is een plaquette aangebracht met de tekst: 

10 MEI 1940
DANK VOOR
 ONZE REDDING
BELFELDS
 OUD GEMOBILISEERDEN